# Barbosa (curta-metragem)
Barbosa é um filme de curta-metragem brasileiro, de 1988, dirigido por Ana Luiza Azevedo e Jorge Furtado. A obra é baseada no livro Anatomia de uma derrota, de Paulo Perdigão.

## Sinopse
Um homem, atormentado pela derrota da Seleção Brasileira de Futebol diante do Uruguai, na decisão da Copa do Mundo de Futebol de 1950, consegue voltar no tempo para tentar evitar o segundo gol uruguaio.

## Prêmios
- Melhor edição no Festival de Gramado de 1988
- Melhor filme de ficção no Festival de Havana de 1988